# Viking metal
El viking metal és un subgènere del metal que es basa principalment en els estils de black metal i folk metal, encara que també s'hi poden trobar influències de death metal i, fins i tot, power metal.
La principal característica del viking metal la trobem en la mescla de l'agressivitat del black metal amb una temàtica basada en el folclore i la mitologia nòrdica. Encara que el viking metal no es pot considerar tècnicament un subgènere amb aspectes musicals únics, els seus grups comparteixen els temes i els valors. Un dels valors característics és la reverència que mostren pel paganisme germànic o nòrdic i per la cultura vikinga com a contrapunt al cristianisme contemporani i com a rebuig a la cristianització del nord d'Europa. Per aquest motiu, la majoria dels grups de viking metal solen ser escandinaus o germànics, i sovint s'associen amb les creences del neopaganisme i els Ásatrú. La música sol estar molt carregada de romanticisme i d'èpica, de la mateixa manera com es pot trobar en el propi folclore nòrdic, la qual cosa crea una atmosfera d'heroisme germànic i tradició en la música metal.

## Orígens
Els orígens del Viking Metal els podem trobar amb el grup Metal Suec Bathory, amb el llançament del seu quart àlbum el 1988, titulat Blood Fire Death. Aquest àlbum mescla l'estètica del black metal amb una atmosfera rica en imatges de guerra i mitologia nòrdica.
Bathory havia estat un grup suec, que originàriament, mantenia una temàtica satànica i d'atac contra el cristianisme. La recerca de nous temes els acostà a la temàtica nòrdica, en una evolució que consideren un canvi natural degut als seus orígens. Es podria considerar com un nou tipus d'oposició al cristianisme, però utilitzant unes altres eines.
A partir del seu següent àlbum publicat el 1990, titulat Hammerheart, on segueixen explorant els elements romàntics de l'anterior àlbum i innovant amb la inclusió d'instruments tradicionals escandindaus. Juntament amb l'àlbum The Wayward Sons of Mother Earth del grup Skyclad, Hammerheart inspiren l'aparició del subgènere de metal folk metal. Es reconeixen aquests dos últims àlbums com els més influents de la història del viking metal.
En els grups suecs Amon Amarth i Unleashed els elements de black metal pràcticament desapareixen, i s'aproximen cap al death metal. Malgrat això, segueixen mantenint una temàtica nòrdica, l'estètica plàstica del black metal i els elements de folclore escandinau.
(Podeu trobar més informació sobre l'evolució de Bathory al seu lloc web amb una entrevista al seu líder Quorthon, Bathory Arxivat 2006-08-25 a Wayback Machine.)
| ...Blood to be shed of countless of men, in the name of revenge and heathenpride... No more withdraw will be on heathenish ground, no more mercy will be when Gjallarhorn will sound... Falkenbach - When Gjallarhorn Will Sound |

## Grups de viking metal
Podem considerar com a grups representatius de l'estil Viking Metal els següents:
- Amon Amarth de Suècia
- Bathory de Suècia
- Einherjer de Noruega
- Ensiferum de Finlàndia
- Einherjer de Noruega
- Enslaved de Noruega
- Falkenbach d'Alemanya
- Finntroll de Finlàndia
- Korpiklaani de Finlàndia
- Månegarm de Suècia
- Mithotyn de Suècia
- Moonsorrow de Finlàndia
- Nomansland de Rússia
- Northland de Catalunya
- Riger d'Alemanya
- Thyrfing de Suècia
- Turisas de Finlàndia
- Týr de les illes Fèroe
- Unleashed de Suècia
- Windir de Noruega
- Wolfchant de Alemanya